# پنطیکاستیسم
پنطیکاستیسم جنبشی نوگرایانه درون مسیحیت اوانجلیکی است که تأکید خاصی بر تجربهٔ شخصی مستقیم خدا از طریق غسل تعمید روح‌القدس، چنان‌که در گزارش انجیل از روز پنطیکاست بیان شده است، دارد. پنطیکاستیسم مشابه جنبش کاریزماتیک است اما زودتر شکل یافته و از کلیسای اصلی جدا است (در حالی که مسیحی‌های کاریزماتیک، حداقل در روزهای اول جنبش‌شان، اعضای کلیساهای اصلی خود باقی می‌ماندند).
رستگاری در مسیحیت پنطیکاستی بیشتر آرمینیوسی است تا کالوینیسم و امنیت مؤمن در دکترین پنطیکاستی، در تداوم ایمان و توبه قرار دارد. در اعتقاد پنتیکوستال، بهشت و دوزخ هردو وجود دارند درحالی‌که بهشت هدیه خدا به مؤمن برای نجات و دوزخ برای کسانی است که آن را رد کرده‌اند.